# 阿尔德亚尔波索
阿尔德亚尔波索，是西班牙卡斯蒂利亚-莱昂索里亚省的一个市镇。总面积12平方公里，总人口31人（2001年），人口密度3人/平方公里。